# Сайніно
Са́йніно (рос. Сайнино, ерз. Сайнеле) — село у складі Дубьонського району Мордовії, Росія. Входить до складу Кабаєвського сільського поселення.

## Населення
Населення — 97 осіб (2010; 143 у 2002).
Національний склад (станом на 2002 рік):
- ерзяни — 98 %